# Alfred Asikainen
Alfred Johan Asikainen, detto Alppo (Vyborg, 2 novembre 1888 – Mäntsälä, 7 gennaio 1942), è stato un lottatore finlandese.

## Biografia
Si laureò campione del mondo nei pesi medi ai mondiali di Helsinki 1911.
Ai Giochi olimpici estivi di Stoccolma 1912 riuscì a qualificarsi al Round Finale del torneo dei pesi medi, dopo aver incontrato nei sei turni eliminatori nell'ordine i fratelli britannici Edgar Bacon e Stanley Bacon, il portoghese Joaquim Vital, gli svedesi Mauritz Andersson e Claes Johanson, l'olandese Jan Sint. Vinse tutti gli incontri, tranne quello contro Claes Johanson, che si concluse con una sconfitta per passività attribuita dai giudici ad entrambi i lottatori.
Nel round finale perse contro Martin Klein, nel primo incontro del triangolare, che durò 11 ore e 40 minuti, per un totale di 23 riprese. L'incontro fu così intenso che sia lui che Martin Klein decisero entrambi di non combattere contro Claes Johanson nei successivi due incontri del triangolare. Lui guadagnò così la medaglia di bronzo, mentre l'argento andò a Martin Klein. Claes Johanson, invece, vinse l'oro per ritiro degli avversari.

## Palmarès
- Giochi olimpici

Stoccolma 1912:  Bronzo nei pesi medi
- Mondiali

Helsinki 1911:  Oro nei pesi medi